# Pbv 302
Pbv 302 (скор. від швед. Pansarbandvagn 302, «Пансарбандвагн 302») — шведський гусеничний бронетранспортер, розроблений компанією Hägglund & Söner як заміна бронетранспортерам Pbv 301 та M113. Перебував лише на озброєнні шведської армії з 1966 по 2014 рік, брав участь у бойових діях у Боснії у 1990-х та Косово 2000-х.

## Історія
Машина була замовлена армією Швеції у 1961 році як сучасна БМП, яка змогла би замінити нещодавно розроблену БМП Pbv 301, тимчасову модель на базі застарілого шасі легкого танка Strv m/41, що не відповідала майбутнім операційним вимогам армії Швеції. Проєктування та виробництво були доручені компанії Hägglund & Söner в місті Ерншельдсвік, військовий підрозділ якої зараз є частиною BAE Systems Hägglunds. Виробництво тривало з 1966 до 1971 року, а машини неодноразово модернізувалися та ремонтувалися протягом усього терміну їх служби. Зрештою, модель була замінена на БМП Strf 90 у 1990-х роках і використовувалася до остаточного зняття з експлуатації у 2014 році.
Pbv 302 має спільні компоненти з винищувачем танків Ikv 91, загальний обсяг виробництва склав близько 650 одиниць.

## Опис конструкції

### Компонування
Pbv 302 має широкі гусениці та високий коефіцієнт потужності до ваги, що забезпечує чудову прохідність по бездоріжжю, а низький тиск на ґрунт дозволяє машині пересуватися як по літнім болотам, так і по зимовому снігу. БТР оснащений 10-літровим дизельним двигуном Volvo потужністю 270 кінських сил. Машина є повністю амфібійною і потребує мінімальної підготовки екіпажем для подолання водних перешкод, вага складає близько 14 тонн. Корпус бойової машини піхоти має схожість із коробчастою конструкцією M113, але виготовлений із зварених броньованих сталевих пластин. Екіпаж складається з трьох осіб (командир, навідник-оператор, механік-водій). Наявне десантне відділення для восьми бійців, десантування відбувається через двері в кормі машини або люки на даху десантного відділення. Відповідно до шведської доктрини БМП, машина була обладнена люками на даху, що дозволяло механізованій піхоті вести бій ізсередини машини. Максимальна швидкість по шосе 65 км/год (обмежена для використання у мирний час). Запас ходу по шосе близько 300 км.

### Озброєння

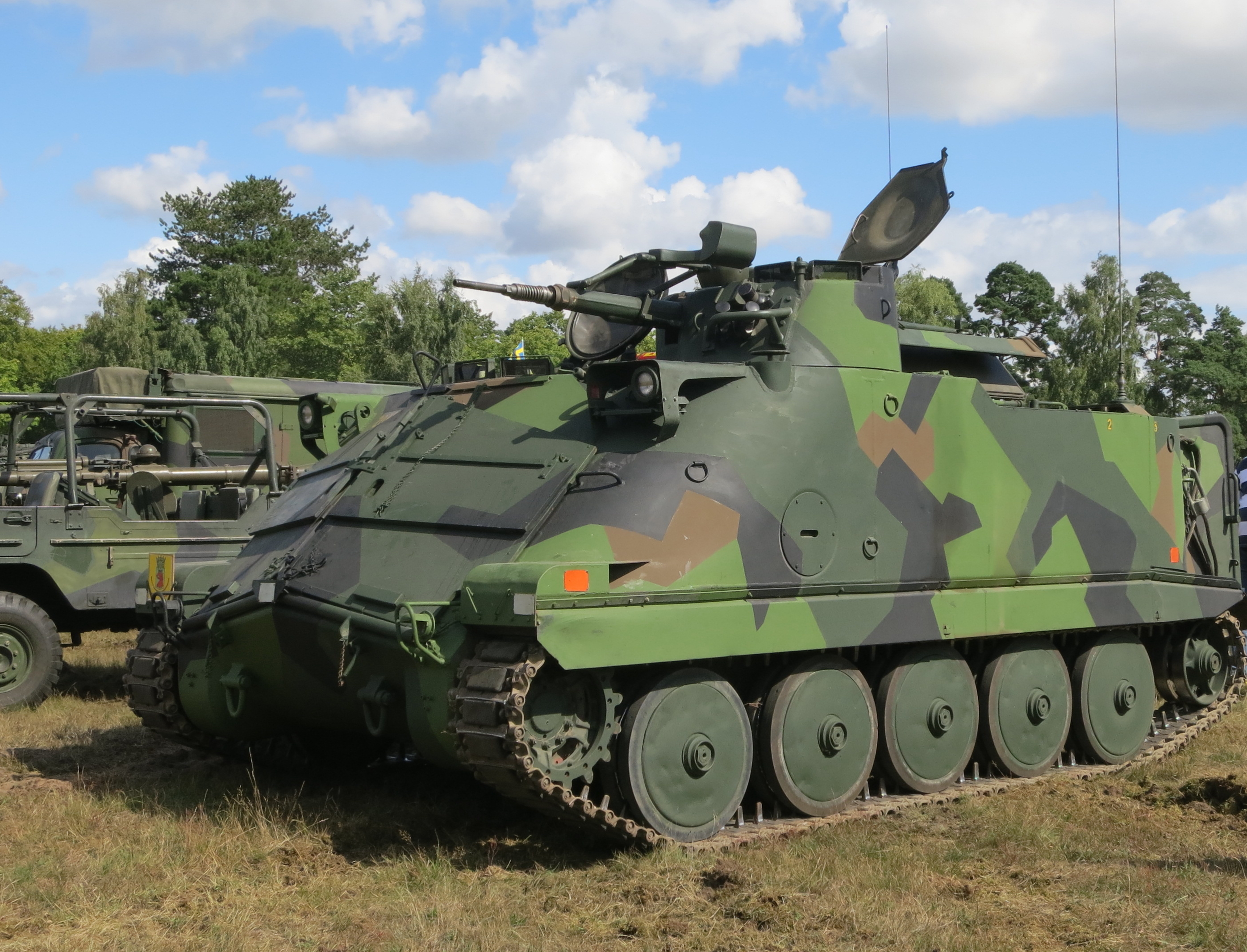
20-мм гармата Hispano HS-804

Машину оснащено 20-мм автоматичною гарматою Hispano-Suiza 804 в одномісній башті, взятою від списаного літака Saab 29. Гармата використовує 20×110 мм з осколково-фугасні та бронебійні снаряди. Боєкомплект включає 405 осколково-фугасних снарядів у трьох стрічках та 100 бронебійних снарядів. Швидкострільність — 500 пострілів на хвилину, початкова швидкість снаряда — 850 м/с. Ефективна дальність стрільби — 2000 м.
Подача фугасних набоїв початково здійснювалася зі стрічки на 135 снарядів, а бронебійних — з магазина на 10 снарядів. У машині знаходилися три стрічки та 10 магазинів. Компонування визнали надмірно складним і замінили магазинами на 30 снарядів.

### Ходова частина
Ходова частина включає по п'ять опорних котків на борт. Котки подвійні, з гумовими бандажами. Котки мають торсіонну підвіску, на перших та останніх котках встановлені гідравлічні амортизатори. Підтримувальних роликів немає. Ведучими колесами є передні. Питомий тиск на ґрунт — 0,5 кг/см².

## Варіанти
- Pansarbandvagn 302A: оригінальна стандартна версія бронетранспортера/БМП. Назва буквально перекладається як «броньована гусенична машина».
- Pansarbandvagn 302B: модифікація з додатковим захистом від осколків і зовнішньою бронею.
- Pansarbandvagn 302C: майже як Pbv 302B, але з посиленою підвіскою, новими фарами, пусковою установкою для сигнальних ракет, новим турбокомпресором та кондиціонером. Здебільшого використовувалася для місій ООН та KFOR.

## Подальший розвиток проекту

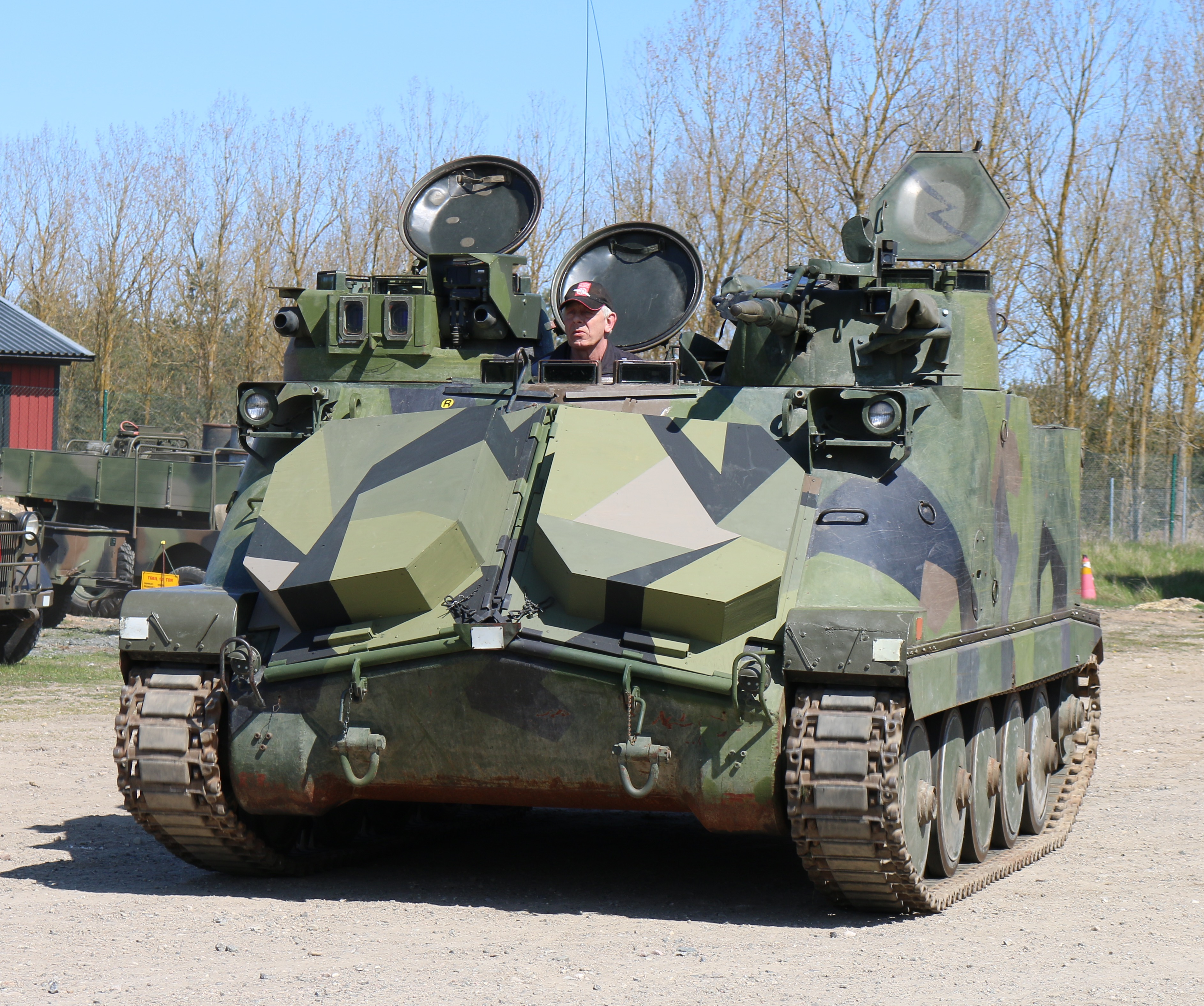
БТР Pbv 302 з відкритими люками, вид спереду.

У 1970-х роках компанія Hägglund запропонувала модифікації Pbv 302 Mk2 та Pbv 302 Improved. Передбачалося створити на базі бронетранспортера бойову машину піхоти. Планувалося встановити новий двигун Volvo TDH 100C потужністю 312 к.с., механізми повороту з гідростатичною передачею. Планувалося зробити бокові стінки корпусу під нахилом, а кількість десантників зменшити. Розміщення десанту також змінювалося, бійці сиділи обличчям до бортів і могли вести вогонь через бійниці. Основним озброєнням машини передбачалася 25-мм автоматична гармата Oerlikon KBA із силовими приводами наведення. Дослідний зразок був навіть побудований в металі, але після ухвалення рішення про розробку принципово нової БМП Strf 90 переробка старих машин втратила сенс.

## Бойове застосування

### Російське вторгнення в Україну
БТР Pbv 302 використовуються Збройними силами України під час російсько-української війни.
Згідно звітам сайту Oryx Blog перші втрати цих машин відбулися у січні 2025 року. Станом на 26 липня 2025 року редактори сайту знайшли фото чи відео підтвердження втрати Україною 11 БТР Pbv 302: 9 одиниць було знищено російськими військовими, та 2 захоплено. Також 6 машин було покинуто українськими військовими (поточний стан покинутих машин невідомий).

## Оператори

### Поточні
Україна
Станом на 2025 рік на озброєнні ЗСУ перебуває 150 одиниць Pbv 302.
29 травня 2024 року Швеція оголосила найбільший пакет військової допомоги, до якого увійшли всі наявні (близько 200 одиниць) у країни Pbv 302.
31 жовтня 2024 року стало відомо, що Pbv 302 вже прибули до України й встали на озброєння Сухопутних військ.

### Колишні
Швеція
Всі побудовані машини використовувались шведськими збройними силами до 2014 року, поки не були замінені на Strf 90. The Military Balance зафіксував наявність 172 машин станом на 2024 рік.